# Gyulaj
Gyulaj là một thị trấn thuộc hạt Tolna, Hungary. Thị trấn này có diện tích 70,82 km², dân số năm 2010 là 991 người, mật độ 14 người/km².